# Внутреннее транспортное кольцо Челябинска
Вну́треннее тра́нспортное кольцо́ Челя́бинска — кольцевая автомобильная дорога в Челябинске, которая обеспечит быстрый проезд с северо-запада города в Тракторозаводский и Ленинский районы, на АМЗ и в центр города. Ширина дорожного полотна составляет 6 полос (по 3 полосы в каждом направлении), общая протяжённость кольцевой дороги — около 10,3 км. План строительства кольца утверждён в Концепции развития улично-дорожной сети Челябинска до 2020 года, основные расчеты в которой проведены на величину в 450 автомобилей на тысячу жителей города. По состоянию на 2022 год, для завершения строительства кольца необходимо построить мост, соединяющий улицы Энгельса и Краснознамённая .

## Структура
Внутреннее транспортное кольцо состоит из двух полуколец: восточного и западного.
Восточное полукольцо протянется по улице Братьев Кашириных через реку Миасс до улицы Свободы, а по ней — до Привокзальной площади. Западное полукольцо пойдёт от перекрёстка улицы Братьев Кашириных с улицей Краснознамённой по будущему мосту через реку Миасс по улицам Энгельса, Курчатова, Овчинникова и завершится на Привокзальной площади возле железнодорожного вокзала.

## Ход строительства
- 1992 — Сформирована концпеция внутреннего транспортного кольца вокруг центра Челябинска с целью разгрузки Ленина и Свердловского проспектов, ул. Труда. Впоследствии план развития улиц, составляющих кольцо, и соответствующих транспортных развязок будет закреплён в «Схеме развития улично-дорожной сети Челябинска» (1995 год), составленной под руководством Бориса Шлейкова, одного из авторов идеи кольца[5][6].
- 1998 — Открыт путепровод по Свердловскому проспекту на многоуровневой развязке на пересечении с ул. Братьев Кашириных[7]. Начаты строительство участка ул. Братьев Кашириных от ул. Краснознамённой до ул. Кирова и реконструкция ул. Курчатова[5].
- 2002 — Открыта последняя очередь многоуровневой развязки на пересечении ул. Братьев Кашириных и Свердловского проспекта[7].
- 2004 — Завершена реконструкция ул. Курчатова на участке от ул. Энгельса до ул. Воровского[8].
- 2005 — Открыто движение по временному металлическому мосту от ул. Свободы до ул. Братьев Кашириных и по ул. Братьев Кашириных от моста до ул. Кирова[9][10]. Позже мост заменён на открывшуюся в 2011 году развязку.
- 2006 — Начат второй этап реконструкции ул. Курчатова — от ул. Воровского до ул. Елькина. Была уменьшена в размерах площадь Свердлова за счёт находящейся на ней парковки. Демонтирован рынок, располагавшийся на ул. Курчатова[8].
- 2007 — Открыто движение по ул. Курчатова на участке от ул. Воровского до ул. Елькина[11]. Расширена ул. Свободы от ул. Труда до Привокзальной площади. Начато строительство развязки между улицами Братьев Кашириных, Свободы, Труда и Российской[12].
- 2009 — Установлены светофоры с дополнительной секцией на перекрёстке улиц Коммуны и Энгельса. Светофоры на пересечении пр. Ленина и ул. Энгельса переведены на ночной режим с минимальной продолжительностью горения зеленого сигнала по пр. Ленина[13].
- 2010 — Открыто автомобильное движение по реконструированной улице Овчинникова, от улицы Елькина до улицы Степана Разина[14][15].
- 2011—2020 — Поэтапный ввод развязки между улицами Братьев Кашириных, Свободы, Труда и Российской. В 2011 году запущено сообщение между улицами Братьев Кашириных и Труда[12], в 2012 году — сообщение между улицами Братьев Кашириных и Свободы[16][17], в 2020 году открыта третья и последняя очередь развязки: трасса с улицы Братьев Кашириных на улицу Российскую[18].

### Перспективы
Для замыкания транспортного кольца остаётся построить мост через Миасс, соединяющий улицы Энгельса и Краснознамённая, в августе 2021 года администрация Челябинска выбрала компанию, которая должна осуществить проектирование проекта до марта 2023 года, а сам мост должен построен после 2024—2025 годов, когда в данном районе появятся инфраструктурные объекты.

## Галерея
- Ул. Братьев Кашириных (вид от реки в сторону Торгового центра).
- Ул. Братьев Кашириных возле Торгового центра.
- Выезд со Свердловского проспекта на ул. Братьев Кашириных.
- Ул. Братьев Кашириных в сторону ул. Краснознамённой.
- Ул. Энгельса (вид на юг от перекрёстка с ул. Труда).
- Временный мост через реку Миасс, разобранный в 2011 году.
- Улицы Курчатова и Овчинникова, пересечение с улицей Елькина.
- Улица Овчинникова, выезд на Привокзальную площадь.